# ون دوج رام
دوج رام ون (Dodge Ram Van) خودرویی است که در سال‌های ۱۹۷۱–۲۰۰۳در ویندزور و کانادا تولید شده‌است. طراحی آن خودروهای موتور جلو-محور عقب بوده است.

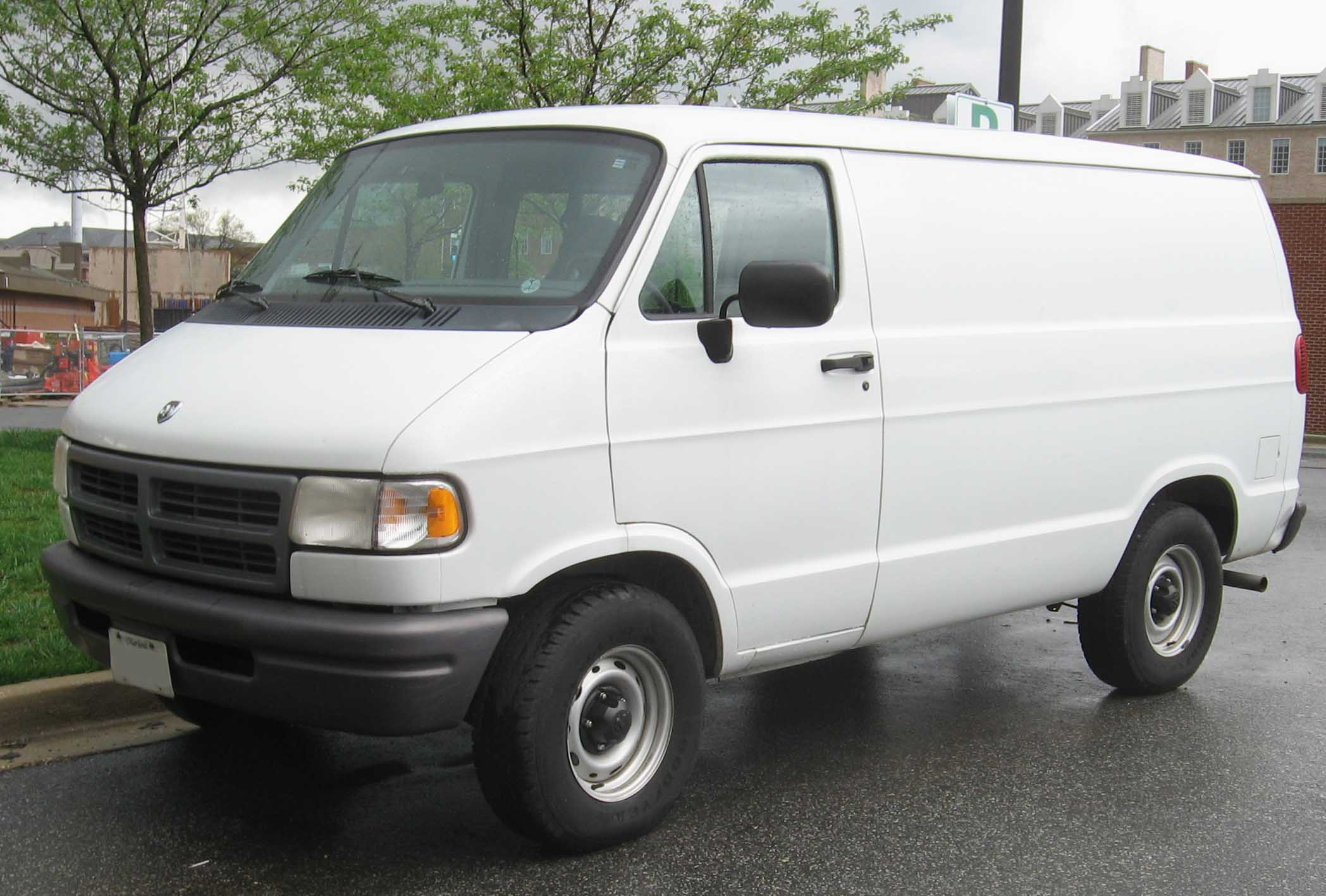